# Mlinski Vinogradi
Mlinski Vinogradi is een plaats in de gemeente Velika Trnovitica in de Kroatische provincie Bjelovar-Bilogora. De plaats telt 45 inwoners (2001).